# Guerre terrestre
La guerre terrestre ou combat terrestre est un type d'opérations militaires dans lesquelles le combat a principalement lieu dans un champ de bataille situé sur la surface terrestre, contrairement à la guerre navale ou la guerre aérienne.
La guerre terrestre se caractérise par l'emploi d'un nombre important de soldats mettant en œuvre une diversité de compétences, méthodes de combat et équipements. Elle peut être menée sur des terrains et environnements météorologiques variés allant du désert aride à la haute montagne. En raison de sa vocation à défendre ou contrôler les régions, urbaines ou rurales, où vivent les populations, cette catégorie domine le champ d'étude de la guerre et constitue un point central pour la plupart des politiques de défense.
Dans l'histoire, la guerre terrestre a subi plusieurs transitions depuis la conduite de masses de population non entraînée et irrégulièrement armées utilisées dans des attaques frontales jusqu'à l’emploi de troupes régulières hautement entraînées utilisant des systèmes d’informations et armes sophistiqués et mettant en œuvre diverses doctrines stratégiques, opérationnelles et tactiques.
Bien que dans le passé le combat terrestre ait été mené par les armes de mêlée, depuis la Seconde Guerre mondiale il implique principalement trois types distincts d’unités de combat : infanterie, arme blindée et artillerie.
Depuis l'antiquité, les armées utilisent des concepts et méthodes de guerre amphibie pour projeter leur puissance par les mers. Le développement des avions et hélicoptères de transport militaire, des forces aéroportées et de "l'encerclement vertical" ont ouvert une nouvelle voie à la projection de forces et contribué à redéfinir les doctrines utilisées pour la guerre terrestre.

## Composantes des forces terrestres
Les forces terrestres comprennent le personnel, les systèmes d’armes, les véhicules et les éléments de soutien qui opèrent sur terre pour accomplir les missions qui leur sont assignées.

### Infanterie

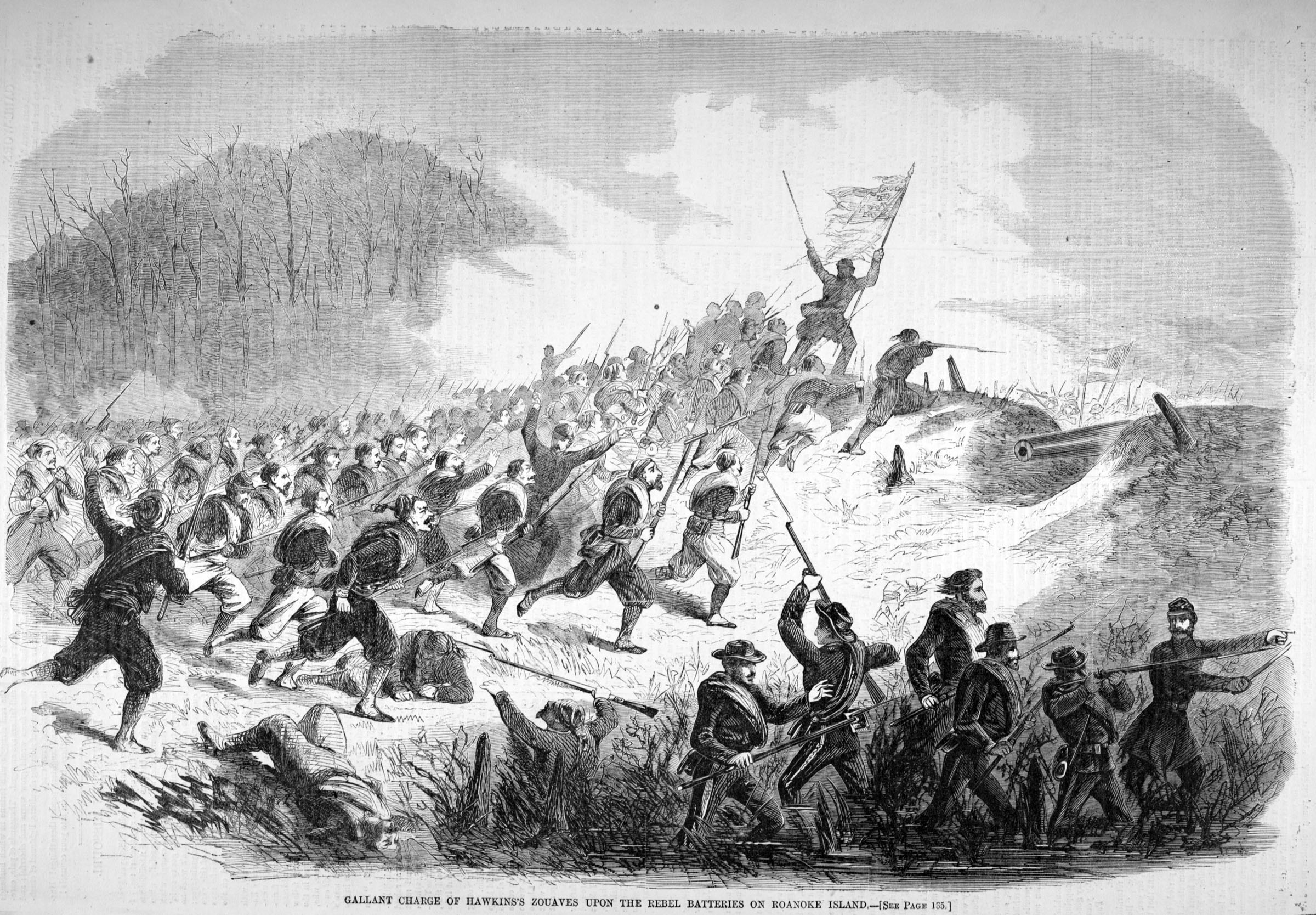
Charge d'infanterie des zouaves de Hawkins

L'infanterie est composé des soldats qui combattent principalement à pied, équipés d'armes légères d'infanterie, et organisés en unités militaires. Cette arme représente toujours la masse principale des armées, constituée des troupes peu mobiles mais polyvalentes.
A travers l'histoire, ils ont pu être transportés par de nombreux moyens : cheval, bateau, automobile, avions, ski, vélo, etc. Aujourd'hui, ils le sont principalement par voie aérienne pour les troupes aéroportées ou par des véhicules blindés de transport de troupes pour l'infanterie mécanisée. Les fantassins peuvent être appuyés sur le champ de bataille par des véhicules blindés de combat d'infanterie.

### Véhicules de combat
Les véhicules de combat permettent de mobiliser une forte puissance de feu pour engager les forces adverses, y compris d’autres véhicules de combat. Ils sont généralement adaptés à la conduite en terrain accidenté et protégés contre les armes légères par un blindage et un ensemble de contre-mesures.
Leur développement a renforcé l'importance de la mobilité dans les doctrines militaires comme la stratégie de la blitzkrieg.
Le char d'assaut est un véhicule lourdement blindé équipé d'un canon et d'armes secondaires qui peut être engagé indépendamment de l'infanterie. Son rôle est de percer les lignes d'infanterie ennemies grâce à sa résistance aux armes légères et de lutter contre les chars adverses. Les véhicules de combat d'infanterie sont des véhicules blindés, armés plus légèrement qu'un char, dont le rôle est de transporter des fantassins puis de leur fournir un appui au combat.

### Artillerie

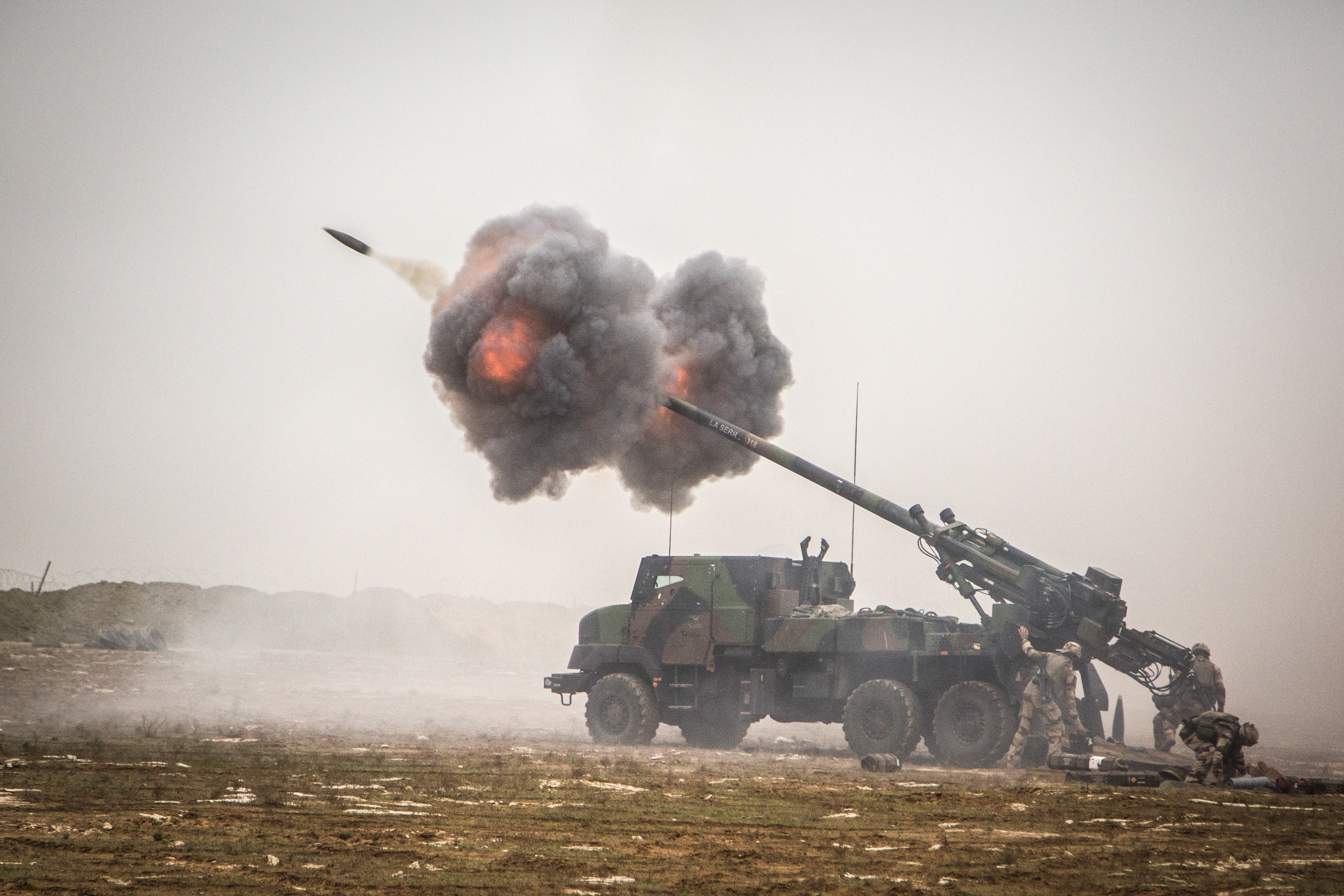
canon automoteur CAESAR en Irak

Historiquement, l’artillerie désigne toute machine utilisé pour tirer de projectiles pendant la guerre. Le terme décrit également les troupes au sol dont la fonction principale consiste à manier de telles armes. Ce mot est dérivé du l'ancien français attilier, qui signifie "équiper". La puissance destructrice de cette arme lui a valu le nom de "roi de la bataille" ou "dieu de la guerre" selon l'expression de Staline.
Ce terme inclut l’artillerie côtière qui défend traditionnellement les côtes contre les attaques maritimes et contrôle le passage des navires. Il comprend également l’artillerie de campagne, plus légère et destinée à accompagner les armes de mêlée pour les appuyer sur le champ de bataille. Depuis l’avènement de l'aviation au début du XXe siècle, l’artillerie inclut également les batteries antiaériennes au sol.
Le rôle de l'artillerie est de profiter de la puissance de feu dont elle dispose pour apporter un appui aux soldats combattant au contact direct de l'ennemi, effectuer des tirs de barrage pour arrêter la progression adverse, et détruire ou affaiblir les positions défensives ennemies.
Les évolutions technologiques ont comblé une des faiblesses de l'artillerie en lui apportant la mobilité grâce au canon automoteur. Par exemple, le canon CAESAR peut être mis en batterie, tirer une salve de 6 coup, puis quitter sa position dans un délai de 3 minutes, ce qui lui permet d'éviter la riposte adverse.

### Opérations combinées
La doctrine des opérations combinées (combined arms) est une approche de la guerre qui vise à intégrer les différentes armes d’une armée pour obtenir des effets complémentaires. Cette doctrine apparaît lors de la Seconde Guerre mondiale avec les premières opérations mobilisant conjointement plusieurs armes : les allemands ouvrent la voie à leur armée par les chars placés en fer de lance puis consolident leur avancée avec l'infanterie motorisée ; les soviétiques s'appuient sur la masse de leur infanterie pour soutenir les autres armes ; les anglo-saxons choisissent la puissance de feu de l'artillerie pour appuyer l'avancée des troupes d'infanterie et des blindés.[réf. souhaitée]
Aujourd'hui, la combinaison de ces armes ainsi que l'appui aérien sont incontournables dans toutes les doctrines de combat modernes. Ainsi dans son invasion de l'Ukraine en 2022, la Russie déploie des groupes tactiques composés d'une compagnie de 10 chars et 3 compagnies d'infanterie utilisant des véhicules blindés, appuyés par un dispositif d'artillerie de 6 canons automoteurs, 6 mortiers lourds et 6 lance-roquettes multiples.

## Doctrines par environnement et climat
- Guerre en milieu arctique
- Guerre en montagne
- Guerre en milieu désertique
- Combat en milieu équatorial ou jungle
- Combat urbain

## Dans l'armée française

### Armes françaises
L'armée de terre française est composée de différentes branches, appelées armes, développant ses propres compétences pour répondre à des missions complémentaires.
Les armes de mêlée sont les unités destinées à combattre au contact direct de l'ennemi, elles mènent l'action principale. Ce sont l'infanterie, l'arme blindée cavalerie, et l'aviation légère de l'armée de terre.
Les armes d'appui sont également engagées au combat mais de manière indirecte, en fournissant un tir à longue distance pour l'artillerie, en aidant à la mobilité des troupes ou détruisant les défenses ennemies pour le génie.
Les armes de soutien n'ont pas vocation à combattre mais à garantir la capacité opérationnelle des autres armes. Le train gère la logistique et le transport des matériels et approvisionnements, les transmissions mettent en œuvre les systèmes d'information et de communication militaires, le matériel maintient en condition opérationnelle les équipements.

### Unités spécialisées
Bien que toutes ses unités soient aptes au combat terrestre classique de la doctrine PROTERRE, l'armée de terre française dispose de composantes spécialisées développant des aptitudes propres au combat dans certains environnements et climats :
- 27e brigade d'infanterie de montagne (en réalité interarmes) : combat en montagne et milieu grand froid
- 9e brigade d'infanterie de marine (en réalité interarmes) : opérations amphibies
- 11e brigade parachutiste : assaut par l'air et combat aéroporté
- 9e régiment d'infanterie de marine (commandos de recherche et d'action en jungle) : combat en milieu équatorial

Il n'existe pas d'unité spécialisée dans le combat urbain, mais le CENZUB forme l'ensemble des unités de l'armée de terre aux spécificités et aux tactiques adaptées à l'action en zone urbaine.